# エドワード・ギボン (1707-1770)
エドワード・ギボン（英語: Edward Gibbon、1707年10月 – 1770年11月10日）は、グレートブリテン王国の政治家。『ローマ帝国衰亡史』で知られる歴史家エドワード・ギボンの父であり、1734年から1747年まで庶民院議員を務めた。

## 生涯
エドワード・ギボン（Edward Gibbon、1666年 – 1736年12月）とキャサリン・アクトン（Catherine Acton、リチャード・アクトンの娘）の一人息子として、1707年10月に生まれた。1716年から1720年までウェストミンスター・スクールで教育を受けた後、1723年10月3日にケンブリッジ大学エマニュエル・カレッジに入学した。その後、グランドツアーに出てフランスとイタリアを旅した。
父エドワードは1716年に南海会社理事に選出されたが、南海泡沫事件で会社が破綻すると、1721年の議会立法（南海会社被害者法、South Sea Sufferers Act）によりほとんどの財産を失い、10万ポンドのうち1万ポンドを法案成立直前に妻に譲ることで維持した程度だった。
1734年イギリス総選挙でピーターズフィールド選挙区から出馬して、得票数2位（184票）で当選したが、1739年にピーターズフィールドの邸宅をジョン・ジョリフに売却したことでピーターズフィールドにおける影響力を失い、1741年イギリス総選挙では多額の資金を投入してようやくサウサンプトン選挙区で勝利できた。議会ではトーリー党の一員として野党の立場にあった。1743年、ロンドン市参事会議員を務めた。
1736年に父の遺産を継承したが、自身の贅沢などにより資金難に陥り、1747年イギリス総選挙では出馬せず、ピーターズフィールド近くのバリトンに引退することを余儀なくされた。同1747年12月に妻が死去するとギャンブルなどの娯楽に走り、家計はさらに悪化した。
以降も息子の同意を得てパットニーの地所を売却したり、地所を抵当に入れて借金するなど家計がよくなく、1761年イギリス総選挙では息子エドワードを議員に当選させようとして1,500ポンドの出費を計画した。1770年11月10日にバリトンで死去した。死後、息子エドワードは1772年末までにバリトンを賃貸するなど家計を立て直し、同年にメリルボーンのキャヴェンディッシュ・スクエアに住居を構えるほどとなった。このように財政難に悩まされたためか、後年に息子エドワードが書いた回想録の草稿では「息子の涙が長続きすることは稀である」（the tears of a son are seldom lasting）など父の死に対して冷たく、回想録を編集した初代シェフィールド男爵ジョン・ベイカー・ホルロイド（後の初代シェフィールド伯爵）はこれらの文章を削った。

## 家族
1736年6月3日、ジュディス・ポーテン（Judith Porten、1747年12月26日没、ジェームズ・ポーテンの娘）と結婚、6男1女をもうけた。
- エドワード（1737年 – 1794年） - 歴史家
- それ以外の5男1女は1歳未満で死去[5]

1755年5月8日、ドロシア・パットン（Dorothea Patton、1796年没）と再婚した。